# Cezary Tobollik
Cezary Tobollik (ur. 22 października 1961 w Mielcu) – polski piłkarz występujący na pozycji napastnika.
Syn Helmuta Tobolika. Jest wychowankiem Stali Mielec, następnie był piłkarzem Cracovii. 23 kwietnia 1983 w meczu z Wisłą zdobył bramkę bezpośrednio z rzutu rożnego. Wiersz o tym wyczynie napisał Jerzy Harasymowicz. 2 lipca 1983 po wygranym przez Cracovię meczu w Grazu ze Sturmem w Pucharze Lata nie wrócił z kadrą krakowian do kraju, ale pozostał na zachodzie. Występował następnie w klubach niemieckich i francuskich w tym m.in. w Eintrachtcie Frankfurt i RC Lens. Karierę zakończył w 2000 w zespole Viktoria Kahl. Posiada także obywatelstwo niemieckie.